# Чорний Котел

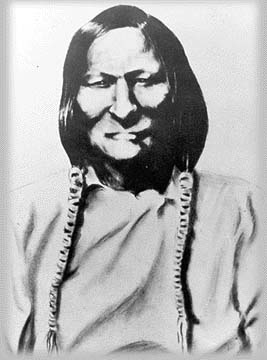

Чорний Котел (шеєн. Mo'ohtavetoo'o; англ. Black Kettle; 1803?, Блек-Гіллс - 27 листопада 1868) — вождь племені південних шайєннів.

## Біографія
В 1861 році став одним з лідерів південних Шайєннів, цього ж року підписав договір з білими у Форт-Вайз. Умови договору були невигідні Шайєннам і багато груп шайєннів, особливо Воїни-Пси, відмовилися його підписувати, але Чорний Котел вважав, що впоратися з армією білих індіанцям буде неможливо і докладав усіх зусиль для укладення миру. У результаті південні шайєнни були поселені в невеликий резервації на Сенд-Крік.
Незважаючи на укладений в 1861 році договір, сутички між південними шайєннами і білими тривали. Після переговорів з владою Колорадо частина південних шайєннів і арапахо, які бажали бути в мирі з білими, поставили свій табір у вказаному американцями місці, щоб їх не сплутали з ворожими індіанцями. Однак, 29 листопада 1864 року цей табір мирних шайєннів і арапахо був атакований солдатами полковника Джона Чівінгтона. Напад виявився повною несподіванкою для індіанців. Солдати діяли дуже жорстоко, вбиваючи жінок і дітей, спотворюючи трупи до невпізнання і знімаючи скальпи. Ця подія стала відомо як Бійня на Сенд-Крік. Це призвело до війни.
Незважаючи на жахливу трагедію, Чорний Котел дотримувався миру з білими. 14 жовтня 1865 поблизу річки Літтл-Арканзас був підписаний новий договір. Уряд США визнавав свою провину за події у Сенд-Крік і обіцяв заплатити компенсацію тим, хто вижив після різанини. У 1867 році індіанські племена півдня Великих Рівнин підписали черговий договір у Медісін-Лодж-Крік, після якого, Чорний Котел відвів своїх людей в резервацію.
В середині жовтня 1868 року генерал Філіп Шерідан почав планувати каральну експедицію проти південних шайєннів. Коли Чорний Котел відвідав Форт-Кобб, приблизно в 100 милях від місцезнаходження його табору, щоб знову запевнити командувача фортом, що він хоче жити в мирі з білими людьми, йому сказали, що армія США вже почала військову кампанію проти ворожих індіанських племен. Індіанський агент сказав йому, що єдине безпечне місце для його людей — околиці форту. Чорний Котел поспішив повернутися у свій табір і почав підготовку до переходу до форту. На світанку вранці 27 листопада 1868 солдати полковника Джорджа Кастера атакували селище Чорного Котла на річці Уошіто. При спробі перетнути річку Чорний Котел і його дружина були застрелені в спину і загинули.